# 楊普
楊普為中國清朝武官官員，本籍漢軍正白旗。楊普於1755年（乾隆20年）奉旨接替郭宏基，於台灣地區擔任台灣北路協副將。而隸屬台灣鎮之下的此官職是台灣清治時期中的這階段，台南以北之台灣中南部及北部的駐地最高武官將領。